# 히로이시촌
히로이시촌(広石村)은 효고현 쓰나군에 설치되었던 촌이다. 현재의 스모토시에 해당한다.

## 역사
- 1877년 히로이시시모촌, 히로이시카모촌, 히로이시나카촌, 히로이시키타촌이 합병해 히로이시촌이 되었다.
- 1889년 4월 1일 - 정촌제 시행에 의해  히로이시촌이 단독으로 자치단체를 형성하였다.
- 1956년 9월 30일 - 쓰나군 쓰시정, 아이하라촌, 도리카이촌, 미하라군 사카이촌과 합병해 쓰나군 고시키정이 성립, 동일 히로이시촌은 폐지되었다.

## 참고문헌
- 角川日本地名大辞典 28 兵庫県